# Oh Yoon-kyung
Oh Yoon-kyung (ur. 6 sierpnia 1941) – północnokoreański piłkarz występujący na pozycji pomocnika. Uczestnik Mistrzostw Świata 1966.

## Kariera klubowa
Podczas angielskiego Mundialu Oh reprezentował barwy klubu Kwietna Pjongjang.

## Kariera reprezentacyjna
Oh Yoon-kyung występował w reprezentacji Korei Północnej w latach sześćdziesiątych. W 1966 roku pojechał na Mistrzostwa Świata, na których wystąpił w 3 spotkaniach z Chile, Włochami w grupie oraz z Portugalią w ćwierćfinale.